# ザ・グローリー 〜輝かしき復讐〜
『ザ・グローリー 〜輝かしき復讐〜』（ザ・グローリー 〜かがやかしきふくしゅう〜、原題：더 글로리）は、韓国のNetflixで2022年12月31日から配信されているテレビドラマ。動画配信サービスのNetflixで日本を含む全世界に配信されている。高校時代に絶望的ないじめを受けた女性が十数年を経て、自分を苦しめた者へ復讐する衝撃のヒューマンスリラー。主演は『太陽の末裔』のソン・ヘギョ、『ホテルデルーナ』のイ・ドヒョン。撮影後、イ・ドヒョンは本作の悪役の一人であるイム・ジヨンと熱愛を発表した。

## あらすじ
建築家になることを夢見るムン・ドンウン（ソン・ヘギョ）は高校時代にいじめが問題になっても、相談相手が誰一人もいないことから、自主退学に追い込まれる。退学後、彼女の夢は復讐を果たすことへと変わり、高校退学後の人生を全て"復讐"に命を捧げ続けた。16年ぶりにドンウンと再会する加害者メンバーらは、自信に満ちたドンウンに恐怖を抱く。ドンウンはいじめグループのリーダー格で現在はお天気キャスターのパク・ヨンジン（イム・ジヨン）への復讐から開始する。

## 登場人物

### 主要人物
ムン・ドンウン
演 - ソン・ヘギョ（少女時代：チョン・ジソ）、日本語吹替 - 志田有彩（少女時代：竹島レナ）
ヒロイン。高校時代にいじめを受けた小学校教師。ヨジョンや囚人達から言い寄られたりと容姿端麗な美女である。
いじめによって、高校を退学に追い込まれた上に貧しい母子家庭であった。
チュ・ヨジョン
演 - イ・ドヒョン、日本語吹替 - 中村源太
ドンウンに想いを寄せる形成外科医。
両親が経営する総合医院で親子で勤務している。医師である父親は数年前に患者に殺害されていて、彼自身も犯罪被害者遺族である。
囲碁の指導を頼まれたのがドンウンとの最初の出会いだったが、やがて、ドンウンの協力者となる。
パク・ヨンジン
演 - イム・ジヨン（少女時代：シン・イェウン）、日本語吹替 - 弘松芹香
高校時代にドンウンを苦しめたいじめグループの主犯格。裕福な家庭で育った美人であるが、傲慢で高飛車な性格。
現在は気象キャスターで、建設会社代表の妻として裕福な生活を送っている。一見華やかに見えるが気象キャスターとしては36歳と高齢で若い気象キャスターより落ちぶれている。
カン・ヒョンナム
演 - ヨム・ヘラン、日本語吹替 - 喜代原まり
娘と共に、夫からの家庭内暴力に苦しむ被害者。セミョン財団理事長宅の家政婦、
夫の殺害を条件に、ドンウンの協力者となる。当初は夫の暴力の影響で暗い性格だったが、ドンウンと接するうちに彼女を娘同然に接する明るい性格となる。
チョン・ジェジュン
演 - パク・ソンフン（少年時代：ソン・ピョングン）、日本語吹替 - 白川周作（少年時代：観世智顕）
ヨンジンと共にドンウンを苦しめたいじめグループのメンバー。
現在はアパレル会社とゴルフ場の経営者。高校時代から長年ヨンジンと不倫関係にあり、イェソルの実の父親である事が発覚する。イェソルに執着するようになる。
ハ・ドヨン
演 - チョン・ソンイル、日本語吹替 - 四宮豪
ヨンジンの夫で、ジェピョン建設代表。ヨンジンとは違い、善良な常識人。囲碁が趣味でかなり強い。
妻の復讐を企むドンウンに誘惑されてしまう。

## スタッフ
- 監督：アン・ギルホ
- 脚本：キム・ウンスク
- 編集：ハン・ジウ、パク・ウンミ
- 撮影：チャン・ジョンギョン